# Zhang Lu (taikonauta)
Zhang Lu (in cinese: 张陆; Hanshou, novembre 1976) è un astronauta cinese.
Il 29 novembre 2022 è partito per la sua prima missione spaziale, la Shenzhou 15, a bordo della Stazione spaziale Tiangong con il ruolo di Operatore. È tornato sulla Terra il 3 giugno 2023 dopo 186 giorni in orbita.